# Майбутнє (село)
Майбу́тнє — село в Україні, у Корюківській міській громаді Корюківського району Чернігівської області. Населення становить 4 особи. До 2020 орган місцевого самоврядування — Білошицько-Слобідська сільська рада.

## Географія
Село розташоване на річці Слот за 47 км від районного центру і залізничної станції Корюківка та за 32 км від селищної ради. Висота над рівнем моря — 145 м.

## Історія
У 1925 році Артем Федченко організував частину безземельних селян і оселився разом з ними на лісовій галявині за 6 км від села Білошицька Слобода. Цей виселок в честь побудови життя по новому було названо Майбутнє. Він став першим колгоспом у Корюківському районі.
У роки Другої світової війни німецькі війська знищили 130 жителів села і спалили 95 будинків. У селі встановлено меморіал на пам'ять про ці події.

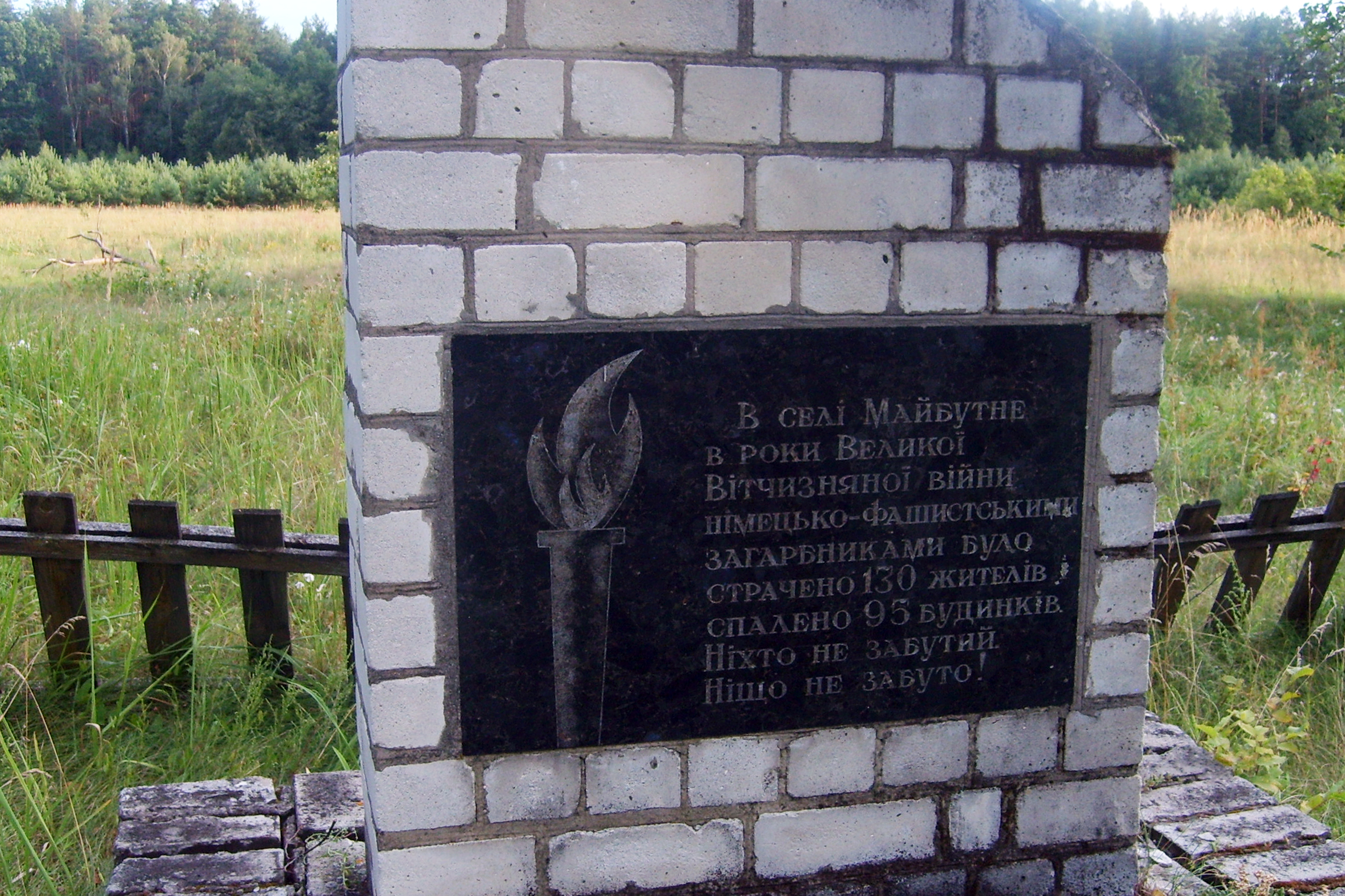
Меморіал

На сьогоднішній день (2015), Борис Миколайович Гусаренко разом зі своєю родиною відроджують село. Купили єдину вцілілу хату і планують створити фермерське господарство. Відремонтував пам'ятник, почистив і облаштував «Попову криницю», лісове джерело з чистою студеною водою, якому, за переказами, понад сто років, відколи тут був скит монаха, котрий його і викопав. «Хочу, щоб село Майбутнє відновлювалось і розпочало свою другу молодість» — каже Борис Миколайович.
12 червня 2020 року, відповідно до розпорядження Кабінету Міністрів України № 730-р «Про визначення адміністративних центрів та затвердження територій територіальних громад Чернігівської області», увійшло до складу Корюківської міської громади.
19 липня 2020 року, в результаті адміністративно-територіальної реформи та ліквідації колишнього Корюківського району, село увійшло до складу новоутвореного Корюківського району.